# الشيشانيون في سوريا
شيشان سوريا هم مواطنون سوريون من الاقليات العرقية في سوريا وفدوا من جمهورية الشيشان في شمال القفقاس إلى سوريا عام 1764 -1890على أثر تهجير قسري قامت به روسيا القيصرية وحرب دامت في شمال القفقاس قرابة المئة عام نتج عنها قتل مئات الالوف وتهجير شعوب القفقاس من شيشان وشركس وداغستان وحققت الامبراطورية الروسية حلمها بالوصول للمياه الدافئة.

## التاريخ
بعد استسلام الشيخ شامل في معركة فيدينو في بلاد الشيشان عام 1859 بدأ القوزاق بالغزو التدريجي لاراضي المسلمين وتهجير الشعوب القفقاسية إلى الدولة العثمانية ومنها إلى البلاد العربية وكان ذلك على دفعات بدأت من 1864 استوطن قسم كبير منهم وبالتنسيق مع الدولة العثمانية في الجولان حيث تتشابه المنطقة مع أرض الاجداد مصطحبين معهم خيولهم وعرباتهم إلى مكان كان فيه خان أنشأه العثمانيين استراحة على الطريق الدولي وبالتعاون مع اخوانهم الاديغة أسسوا حيين هما نواة مدينة التي أصبحت لاحقا القنيطرة وكذلك عدة مستوطنات زراعية.
أسس الشيشان حي الداغستان وسمي بذلك الاسم لان الشيشان كانوا يطلقون عليه اسم (ديغست) وتعني باللغة الشيشانية أرض الاجداد وبالتواتر الشفهي أصبح اسمه حي الداغستان.وكذلك فعل اخوانهم الاديغة الذين أسسوا حي الشركس وبنوا جامع الشركس.وبهذين الحيين والخان القديم تم تشكيل نواة مدينة القنيطرة.كما أسسو مستوطنة زراعية في قرية الصمدانية القريبة من مدينة القنيطرة.
والقسم الآخر استوطن في رأس العين محافظة الحسكة ومعظمهم ينحدر اصلهم من جمهورية أنغوشيتيا التي كانت متحدة مع جمهورية الشيشان قبل تفكك الاتحاد السوفيتي. استقروا بالبداية في قرية السفح الخصبة وانتقل الكثير منهم إلى منطقة رأس العين التي أصبحت مدينة لاحقا. اهتموا بالاعمال الزراعية وتملكوا مساحات زراعية واسعة وبعضهم تجند في الجيش العثماني ووصلوا لمراتب عليا فيه والبعض الآخر اهتم بالتحصيل العلمي ونجح في ذلك. ببداية القرن العشرين قلت الموارد وفتكت بهم الامراض مما أدى لوفاة الكثير منهم وهجرة البعض للجولان.

## اللغة
يتكلمون اللغة العربية باللهجة السورية واللغة الشيشانية ومعظمهم يلم باحدى اللغات الاجنبية كل حسب تحصيله العلمي.

## الديانة
الشيشان مسلمون سنة ومعظمهم يتبع المذهب الشافعي والقليل منهم يتبع الطريقة الصوفية النقشبندية. لهم مساجد خاصة في أماكن تواجدهم وأشهرها جامع الداغستان في القنيطرة.

## الديموغرافيا
حافظ الشيشان على لغتهم وعاداتهم وتقاليدهم وكذلك حافظوا على أسماء عائلاتهم الاصلية وسجلوها حتى يتمكن الاحفاد من التواصل مع أقربائهم مستقبلا وهذا ماحدث فعلا بعد تفكك الاتحاد السوفيتي.من هذه الأسماء عائلة دشني، وبي، شنرو، بيلتو، شونو، أورشو، توركو، زنداقي، أقي، غومخوي، بيتروي، بحرشخوي، خارشو، زوكوي، أرسبي، سيسنو، وجميعهم شيشان نختشوي وعاش معهم عائلات رافقتهم بالهجرة من أنغوشيتيا ومنهم عائلة غالغاي (النختشوي والغالغاي يطلق عليهم اسم وايناخ وتعني باللغة الشيشانية قومنا) وبعض العائلات التي هاجرت من داغستان ومنهم عائلة داغستاني.
منذ بداية استقرارهم واضافة لأعمالهم الزرعية اهتم الشيشان بالثقافة والتحصيل العلمي وكانت البداية بتعلم اللغة العربية والقرآن الكريم بمساعدة بعض الشيوخ حفظة القرآن الكريم كالشيخ كاظم شونو الذي كتب لاحقا المولد النبوي باللغة الشيشانية وشيد مطبعة الجولان. بعد ذلك انضم أبناءهم وبناتهم إلى المدارس ونجحوا في ذلك فأصبح منهم المعلمين والمعلمات والجيل اللاحق اهتم بكافة أنواع العلوم الاساسية والإنسانية فأصبح منهم الطبيب والمحامي والضابط والموظف والمهندس والفنان والرياضي والمعلم والتاجر والحرفي ومن كلا الجنسين.

### الهجرة الثانية
في عام 1967 تعرض الشيشان السوريين للهجرة الثانية اثر الصراع العربي الإسرائيلي وفقدوا كل ممتلكاتهم وعادوا إلى نقطة الصفر. معظمهم نزح إلى العاصمة دمشق وسكنوا أحياء الصالحية (الشيخ محي الدين) والمهاجرين وركن الدين ولاحقا مساكن برزة والقابون وقدسيا ودوما.
بفقدانهم كل ممتلكاتهم ومزارعهم اهتم الشيشان بطرق عيش أخرى تناسب المدينة الكبيرة دمشق وكان التحصيل العلمي من الاولويات فنجح معظمهم في ذلك (في دراسة حديثة للدكتور أحمد راتب زنداقي أحصى 250 شهادة جامعية عليا بالإضافة لعشرات الشهادات الجامعية والمتوسطة) ولمعت أسماء كثيرة كل في مجاله ونالوا ثقة المجتمع السوري بكل شرائحه لما يتمتعون به من الصدق والنزاهة والتفوق في أعمالهم.والبعض منهم هاجر إلى الولايات المتحدة الأمريكية والبعض الآخر إلى المملكة الأردنية الهاشمية.

### الهجرة الثالثة
في عام 2011 عصفت بسوريا حروب كانت لها آثار مأساوية على كل شرائح المجتمع السوري من قتل وتشريد وكان للشيشان السوريين نصيب من ذلك. وباعتبارهم أقلية صغيرة تقف على مسافة ثابتة من كل مكونات الشعب السوري هاجر الكثير منهم إلى الدول المجاورة والدول الاوربية ومنهم من عاد للوطن الام جمهورية الشيشان واستمروا بالتواصل مع من بقي من اهلهم في سوريا.

#### الفلكلور
حافظ الشيشان السوريين على عاداتهم وتقاليدهم بالإضافة إلى لغتهم وكذلك على زيهم الخاص للرجل الذي يعبر عن شجاعته وبأسه وللمرأة الذي يعبر عن جمالها وأنوثتها.والزيان يتميزان بزخرفة خاصة تميزهم عن باقي شعوب القفقاس.وكذلك لهم رقصات خاصة مازالت إلى يومنا هذا وترقصها أيضا بعض شعوب القفقاس وباسم رقصة التششن.

### العادات والتقاليد
احترام الكبير سمة اساسية في المجتمع الشيشاني ولا يمكن لاحد تجاوز الكبير في المجلس مهما علا شأنه.
السلام بين الرجال يتم بالعناق والتقريب بين القلبين مع الربت على الكتف وهذا تعبير عن المحبة للشخص الآخر.
التكبر والاستعلاء أفكار مرفوضة بالمجتمع الشيشاني.
مراسم الزواج في المجتمع الشيشاني كباقي الشعوب القفقاسية مع وجود خصوصية في بعض الامور.

#### المطبخ
كما احتفظ الشيشان بلغتهم وعاداتهم احتفظوا أيضا بتراثهم في المطبخ فما زالوا إلى يومنا هذا يطبخون المأكولات الشيشانية ومنها: غلنش ، غرزنش، دلنش.